# Howard Donald
Howard Paul Donald (* 28. dubna 1968 Droylsden) je anglický zpěvák, skladatel, bubeník, pianista, tanečník a producent. Je členem anglické popové skupiny Take That a porotcem německé reality show Got To Dance.
Když se Take That rozpadli v únoru 1996, Donald samostatně nahrál singl „Speak Without Words“, který je dosud nevydaný. Jeho sólová kariéra nebyla natolik úspěšná. V dokumentárním filmu Take That For The Record 2006 Donald šokoval ostatní členy svým přiznáním, že je natolik nestabilní, že má v úmyslu spáchat sebevraždu tím, že se utopí v Temži, ne tak dlouho po rozdělení. Také hrál na bicí na několika písních na albu Progress.